# 글리세롤 분해

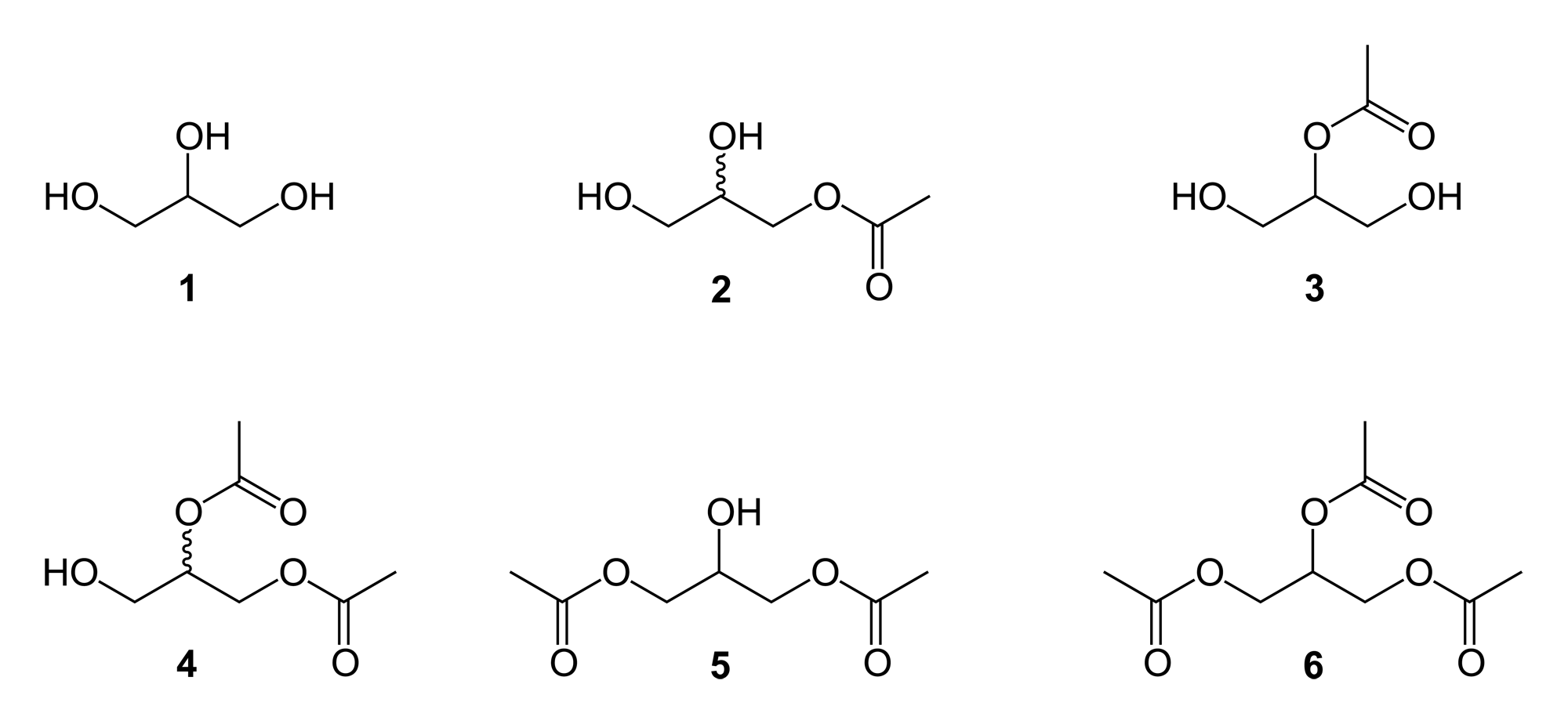
글리세롤(1)과 글리세롤의 가능한 모든 아세테이트 에스터(2-6)을 보여주는 모식도

글리세롤 분해(영어: glycerolysis)는 유기화학에서 글리세롤과 반응을 통해 화학 결합이 끊어지는 모든 과정을 의미한다. 이 용어는 모노글리세라이드와 다이글리세라이드의 혼합물을 형성하기 위한 글리세롤과 트라이글리세라이드(지방/오일)의 에스터교환 반응을 거의 독점적으로 지칭한다. 이는 식품 유화제(예: E471), 저지방 식용유(예: 다이아실글리세롤 오일) 및 계면활성제(예: 모노라우린)와 같은 다양한 용도로 사용된다.
에스터교환 반응은 생성물의 복잡한 혼합물을 생성하지만 이들 모두가 동일한 용도로 사용되는 것은 아니다. 이는 더 잘 정의된 생성물을 생성할 수 있는 최적화된 공정의 개발로 이어졌다. 특히 효소를 사용한 초임계 이산화 탄소 및 유동화학에서의 반응에 사용된다. 다이글리세라이드(종종 다이아실글리세롤 또는 DAG라고 함)의 생산은 식품에서의 사용으로 인해 광범위하게 조사되어 왔으며 1990년대 후반에 도입된 이래 2009년까지 일본에서 연간 총 매출액이 약 2억 달러에 달했다.

## 같이 보기
- 가수분해
- 비누화
- 에스터교환 반응